# Hermann Spörl
Hermann Heinrich Bernhard Spör(e)l (* 20. Januar 1863 in Crispendorf; † 19. März 1940 in Hamburg) war ein deutscher Pfarrer und Politiker.

## Leben
Spörl war der Sohn des fürstlichen Gendarmerie-Wachtmeisters Georg Friedrich Christoph Spörl und dessen Ehefrau Marie Rosine geborene Martin aus Eubenberg. Er war evangelisch-lutherischer Konfession und heiratete am 30. September 1893 Ida Neubürger, die Tochter des Rittergutsbesitzers und Fabrikanten Hermann Neuburger in Dommitzsch.
Spörl besuchte 1872 bis 1883 das Gymnasium in Greiz und studierte dann 1883 bis 1886 Theologie in Leipzig. 1886 legte er das Kandidatenexamen ab und leiste dann den Militärdienst als Einjährig-Freiwilliger. 1887 bis 1889 war er Informator Emma Marie Prinzessin Reuß ä.L. und Heinrich XXIV. Prinz Preuß ä.L. Ostern 1889 erfolgte die Ordination, danach war er vom 10. April 1889 bis September 1889 Kandidat der Theologie und vikarischer Verwalter der Pfarrstelle Fröbersgrün mit Bernsgrün. Am 1. Oktober 1889 wurde er Pfarrer in Fröbersgrün und seit 1. Juli 1895 zusätzlich noch Pfarrer in Schönbach. Zum 1. Oktober 1928 trat er in den Ruhestand und lebte ab 1930 in Hamburg.
Vom 13. Dezember 1897 bis zum 11. November 1902 war er Abgeordneter im Greizer Landtag.